# День Киева
День Ки́ева (укр. День Ки́єва) — праздник, посвящённый городу Киев, который ежегодно проводится в последнее воскресенье мая.

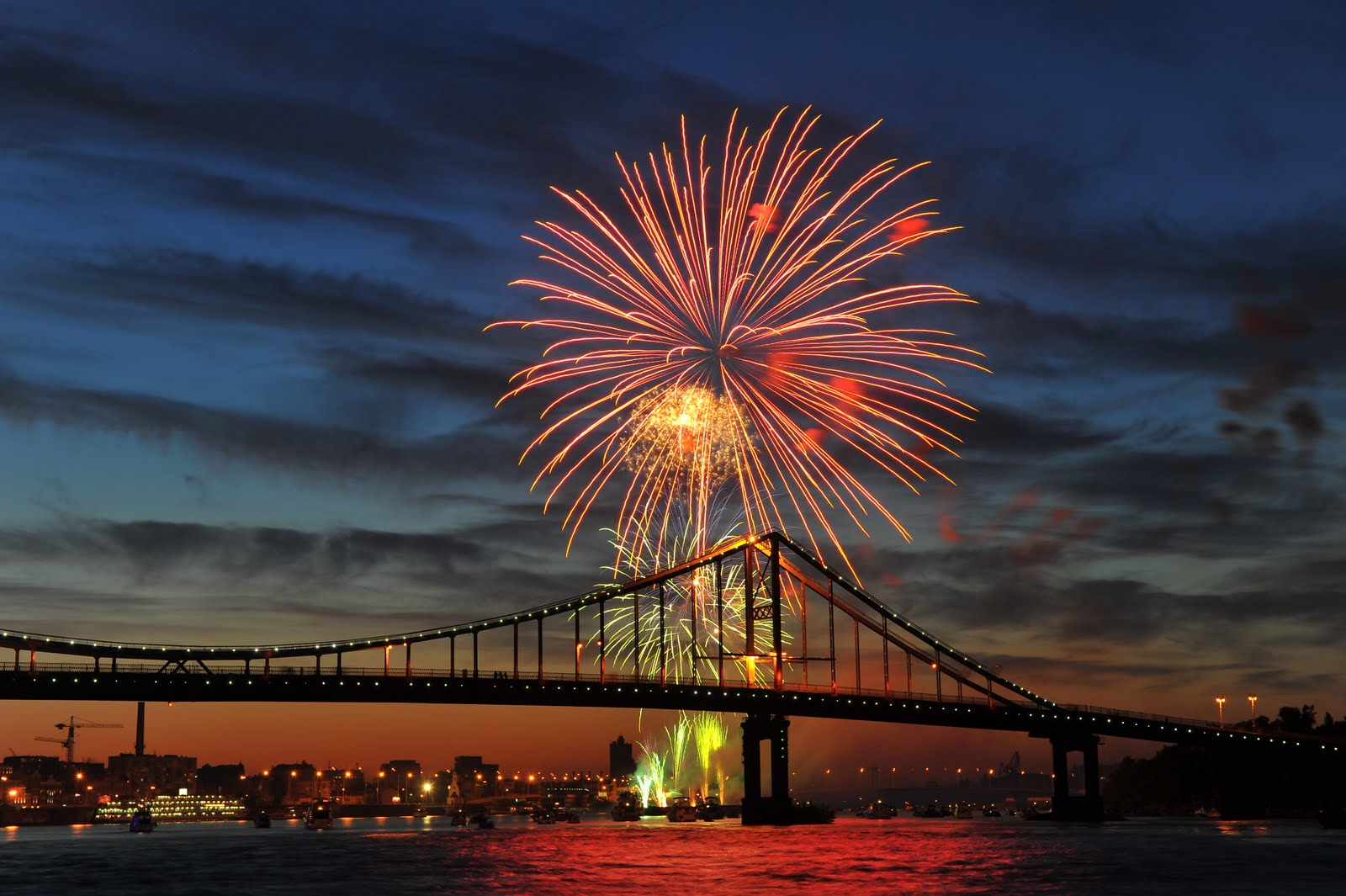
Праздничный салют

Первое празднование Дня Киева состоялось в конце мая 1982 года и было приурочено к празднованию 1500-летия города. Эта дата весьма условная. Идея о праздновании принадлежала председателю исполкома Киевского городского совета народных депутатов в 1979—1989 годах В. А. Згурскому. С 1987 года День Киева стал постоянным официальным праздником.
Во время Дня Киева, который растягивается на несколько дней, проводятся многие массовые мероприятия, в том числе большой концерт на главной городской площади Майдан Незалежности, парусная регата и велогонка Race Horizon Park, а также яркое и самое массовое спортивно-благотворительное мероприятие «Пробег под каштанами». Завершает празднование салют.